# جون ديفيس (نحات)
جون ديفيس (بالإنجليزية: John Davis)‏ هو نحات أسترالي، ولد في 16 سبتمبر 1936، وتوفي في 17 أكتوبر 1999.